# Лобасове
Лоба́сове — село в Україні, у Марківській селищній громаді Старобільського району Луганської області. Населення становить 160 осіб.